# Karl Denke
Karl Denke (Münsterberg, 11 febbraio 1860 – Münsterberg, 22 dicembre 1924) è stato un serial killer tedesco.

## Biografia
Il 20 dicembre 1924, Denke venne arrestato dopo aver ferito con un'ascia un vagabondo che aveva ospitato in casa sua. La polizia perquisì la sua casa trovando resti umani (carne sotto sale, pelle, grasso e denti in grossi recipienti), bretelle e lacci fatti in pelle umana e un registro contenente i dettagli di alcune decine di persone che Denke aveva assassinato e cannibalizzato nel corso degli anni.
La notizia del suo arresto scandalizzò la popolazione: Denke era conosciuto prima di allora per le sue opere di bene verso i poveri e i vagabondi del paese. A volte infatti li ospitava in casa dando loro vitto e alloggio senza pretese oppure elargiva abbondanti elemosine alla parrocchia. Per questo veniva anche soprannominato "Padre Denke".
La carne di alcune sue vittime era stata venduta al mercato di Breslavia a basso prezzo, spacciata per carne di maiale. Il giorno dopo il suo arresto, Denke venne trovato impiccato nella sua cella d'isolamento, e la verità dei fatti non poté essere completamente accertata.
La polizia lo ha trovato colpevole di almeno 31 vittime, ma è fortemente sospettato di circa 40 omicidi in totale.

## Riferimenti nella cultura di massa
La vicenda di Karl Denke è trattata nella puntata La carne - La storia di Karl Denke del podcast Demoni Urbani di Francesco Migliaccio.